# Nátrium-hidrid
A nátrium-hidrid ionvegyület, képlete NaH. Elsősorban szerves szintézisekben használják erős bázikussága miatt. A sószerű hidridek közé tartozik, olyan ionvegyület, melyet H− és Na+ ionok alkotnak. Szerves oldószerekben oldhatatlan (összhangban azzal a ténnyel, hogy a H− anion oldatokban nem fordul elő), de olvadt nátriumban oldódik. Oldhatatlansága miatt reakciói a szilárd anyag felületén mennek végbe.

## Tulajdonsága, szerkezete
Hidrogén és olvadt nátrium közvetlen reakciójával állítják elő. A tiszta NaH színtelen, de a szennyezett mintái általában szürkék. Sűrűsége mintegy 40%-kal nagyobb a nátriuménál.
Kristályszerkezete – a többi alkálifém-hidridéhez hasonlóan – kősórács. A kristályában minden Na+ körül oktaéderesen hat H− található. A Na−H és Na−F távolságok alapján a H− (a NaH-ban 146 pm)és F− (133 pm) ionsugara hasonló.

### „Inverz nátrium-hidrid”
Az úgynevezett „inverz nátrium-hidrid” nagyon különleges anyag, mivel benne Na− és H+ ionok találhatóak. A Na− alkalid anion, így az anyag abban különbözik a normál nátrium-hidridtől, hogy energiatartalma jóval nagyobb, mivel benne két elektron a hidrogénről a nátriumra van áthelyezve. Ennek az „inverz nátrium-hidridnek” egyik származéka jön létre adamanzán bázis jelenlétében. Ez a molekula irreverzibilisen magába zárja a H+ iont, és megvédi azt a Na− alkalid anionnal történő kölcsönhatástól. Elméleti számítások szerint még egy nem védett protonált tercier aminnak nátrium alkaliddal alkotott komplexe is metastabil lehet bizonyos oldószerek esetén, bár a reakció gátja kicsi lenne, és a megfelelő oldószer megtalálása sem lenne egyszerű.

## Felhasználása a szerves kémiában

### Erős bázisként
A NaH-t a szerves kémiában elsősorban bázisként alkalmazzák. Sok gyenge Brønsted-savtól képes protont felvenni, például alkoholoktól, fenoloktól, pirazoloktól, tioloktól, miközben a megfelelő nátriumszármazékot kapjuk.
Főleg a savas hidrogént tartalmazó szénatomok, mint az 1,3 dikarbonilvegyületek és származékaik, például a malonsav észterei esetén használatos. Az így kapott nátrium származékokat alkilezhetjük. Használják még karbonilvegyületek kondenzációs reakcióiban – például a Dieckmann-kondenzáció, Stobbe-kondenzáció, Darzens-kondenzáció és a Claisen-kondenzáció – katalizátorként. További, NaH-val deprotonálható szénatomok a szulfóniumsók és a dimetil-szulfoxid (DMSO). NaH-del kén ilidek állíthatók elő, melyeket azután fel lehet használni ketonok epoxiddá történő átalakításához.

### Redukálószerként
Képes redukálni egyes főcsoportbeli elemek vegyületeit, de a szerves kémiában hasonló reakciója nem ismert. Jelentős a bór-trifluoriddal történő reakciója, melynek során diborán és nátrium-fluorid keletkezik:
6 NaH + 2 BF3 → B2H6 + 6 NaF
A diszilánok Si−Si és a diszulfidok S−S kötéseit is redukálja.

### Szárítószerként
Mivel vízzel gyorsan és irreverzibilisen reagál, felhasználható szerves oldószerek szárítására, bár erre a célra általában más anyagokat, például kalcium-hidridet használnak.

### Hidrogén tárolására
Felmerült, hogy üzemanyagcellás járművekben alkalmazzák hidrogénforrásként. Ha a műanyag pelletbe zárt anyagot víz jelenlétében összetörik, akkor a reakció során felszabadul a hidrogén.

### Gyakorlati kérdések
A nátrium-hidridet többnyire 60%(w/w) nátrium-hidrid és olaj keverékének formájában forgalmazzák. Ez a diszperzió biztonságosabban kezelhető és mérhető ki, mint a tiszta NaH. Ebből a keverékből a szürke anyag tiszta formában pentánnal vagy THF-fel történő mosással állítható elő, ám a művelet során vigyázni kell, nehogy az oldószer által elragadott NaH-szemcsék meggyulladjanak a levegőn. A NaH reakcióit védőgáz, például nitrogén vagy argon alatt kell végezni. A NaH-et jellemzően THF-es szuszpenzió formájában használják, mivel ez az oldószer számos nátriumorganikus vegyületet szolvatál, de nem deprotonálódik.

### Veszélyei
A NaH öngyulladhat szobahőmérsékleten. Vízzel érintkezve hidrogén és NaOH keletkezik belőle, mely az egyik legerősebb lúg.

## Fordítás
Ez a szócikk részben vagy egészben  a   Sodium hydride című angol Wikipédia-szócikk ezen változatának fordításán alapul.  Az eredeti cikk szerkesztőit annak laptörténete sorolja fel. Ez a jelzés csupán a megfogalmazás eredetét és a szerzői jogokat jelzi, nem szolgál a cikkben szereplő információk forrásmegjelöléseként.